# Phacelia scopulina
Phacelia scopulina är en strävbladig växtart som först beskrevs av Aven Nelson, och fick sitt nu gällande namn av Howell. Phacelia scopulina ingår i Faceliasläktet som ingår i familjen strävbladiga växter. Utöver nominatformen finns också underarten P. s. submutica.